# Cieszęta
Cieszęta (deutsch Sonnenfeld) ist ein Dorf in der polnischen Woiwodschaft Ermland-Masuren. Es gehört zur Stadt- und Landgemeinde Pieniężno (Mehlsack) im Powiat Braniewski (Kreis Braunsberg).

## Geographische Lage
Cieszęta liegt im Nordwesten der Woiwodschaft Ermland-Masuren, 29 Kilometer südöstlich der Kreisstadt Braniewo (Braunsberg).

## Geschichte
Das kleine Dorf Sonnenfeld kam 1874 als eine Landgemeinde in den neu errichteten Amtsbezirk Woynitt (polnisch Wojnity) im ostpreußischen Kreis Braunsberg, Regierungsbezirk Königsberg.
153 Einwohner waren 1910 in Sonnenfeld gemeldet. Ihre Zahl belief sich 1933 auf 156 und 1939 auf 140.
Als 1945 das gesamte südliche Ostpreußen im Jahre 1945 an Polen abgetreten wurde, erhielt Sonnenfeld die polnische Namensform „Cieszęta“. Heute ist das Dorf eine Ortschaft im Verbund der Gmina Pieniężno (Stadt- und Landgemeinde Mehlsack) im Powiat Braniewski (Kreis Braunsberg), von 1974 bis 1998 der Woiwodschaft Elbląg, seither der Woiwodschaft Ermland-Masuren zugehörig. Im Jahre 2021 zählte Cieszęta 94 Einwohner.

## Religion
Bis 1945 war Sonnenfeld und ist Cieszęta seitdem in die römisch-katholische St.-Peter-und-Paul-Kirche in Pieniężno (Mehlsack) eingepfarrt, die heute zur Dekanat Orneta (Wormditt) dem Erzbistum Ermland zugeordnet ist. 
Bis 1945 gehörte Sonnenfeld auch zur evangelischen Pfarrkirche Mehlsack in der Kirchenprovinz Ostpreußen der Kirche der Altpreußischen Union. Heute gehört Cieszęta zur Diözese Masuren der Evangelisch-Augsburgischen Kirche in Polen.

## Verkehr
Cieszęta liegt an der verkehrsreichen Woiwodschaftsstraße 507, die die Städte Dobre Miasto (Guttstadt), Orneta (Wormditt) und Pieniężno (Mehlsack) mit Braniewo (Braunsberg) verbindet. Der Bahnhof in Pieniężno ist die nächste Bahnstation und liegt an der Bahnstrecke Olsztyn Gutkowo–Braniewo.